# マッキ M.67

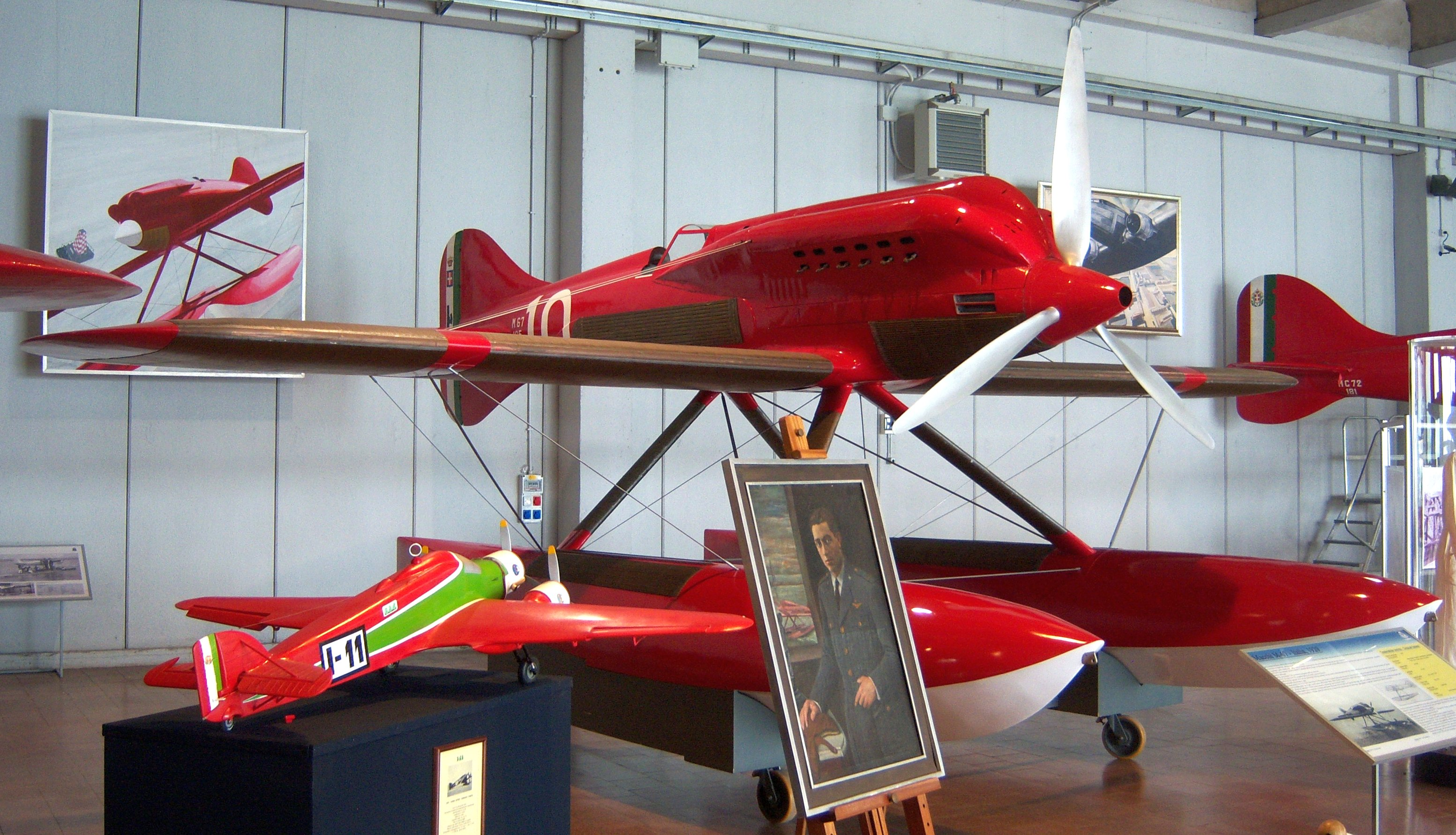
マッキ M.67

マッキ M.67（Macchi M.67）はイタリアの競技機である。2機が1929年のシュナイダー・トロフィー・レースに参加したが、準備不足でよい成績を得ることはできなかった。
マリオ・カストリディが設計した。1926年と1927年のレースに参加したマッキ M.38と同じく張線で支持した薄い低翼の単葉機であったが、フィアットAS.2エンジンに換えて、1800馬力のイゾッタ・フラスキーニ製のW型18気筒エンジンが搭載された。プロペラは3枚羽とされ、増加した反転トルクを打ち消すためにフロートに搭載される燃料の量は片側のフロートに多くいれられた。この方法は離陸を危険なものにした。
イゾッタ・フラスキーニ・エンジンは信頼性が十分に確立されていないと心配されており、27基製造されたエンジンのいくつかはテスト中に爆発した。空軍大臣のイタロ・バルボは優勝のチャンスがあると考え、3機のマッキ M.67を製造させた。
ガルーダ湖でテストが行われ、1929年8月、イタリア空軍のジュゼッペ・モッタは583km/hの速度記録を達成した後、テスト飛行で、突如、湖に突っ込み、モッタは死亡した。M.67とエンジンの改良をするためにイタリアはレースを開催するイギリスのロイヤル・アエロ・クラブにレースの延期を申し入れるがイギリス側は拒否した。イタリアはパイロットの危険を承知の上で残った2機のM.68とマッキ M.52Rを参加させることにした。バルボは「イタリアチームは凛々しいスポーツマンシップを示すためにレースに参加する」と宣言した。
イギリスのカルショット・スピットで1929年9月7日にレースは始まり、カドリンゲル（Remo Cadringher）とジョヴァンニ・モンティがM.67に搭乗した。カドリンゲルのM.67はすばらしい速度で飛行を開始したが、エンジンからの煙と蒸気で視界を失い、1周目のターンでレースを終えた。平均速度は457km/hであった。モンティは1周目を485.5km/hで飛行した後、2周目に入ったところでラジエターが爆発し、熱湯が操縦席に入り込みパイロットは火傷を負い、緊急着陸し、病院へ運ばれた。
イタリアチームはM.52Rが2位に入った。閉会後のパーティで、バルボは「スポーツマンとしての役割は終わった。明日から競技者としての仕事がはじまる。」と宣言し1931年のレースに対するイタリアの決意を表明した。
マッキ M.67は1機がヴィーニャ・ディ・ヴァッレ空軍歴史博物館に保存、展示されている。

## 仕様
- 乗員： 1 名
- 全長： 7.77 m
- 全幅： 8.98 m
- 全備重量： 2,200 kg
- エンジン： イゾッタ・フラスキーニ Asso ("Ace") 1000 57.26-liter V18 1,800 hp × 1 基